# William Andre
William Andre (Montclair, 23 de agosto de 1931) é um ex-pentatleta estadunidense. 

## Carreira
William Andre representou seu país nos Jogos Olímpicos de 1956, na qual conquistou a medalha de prata, por equipes em 1956. 